# Jonathan Magri-Overend
Jonathan Magri-Overend (ur. 6 czerwca 1970) – piłkarz maltański grający na pozycji pomocnika. W swojej karierze rozegrał pięć meczów w reprezentacji Malty.

## Kariera klubowa
Swoją karierę piłkarską Magri-Overend rozpoczął w klubie Sliema Wanderers. Występował w nim przez 10 lat. Zdobył z tym klubem jeden tytuł mistrza Malty (sezon 1988/1989), trzy tytuły wicemistrzowskie, Puchar Malty (1990) i Superpuchar Malty (1988/1989). W sezonie 1995/1996, występował w czwartoligowym FC Żurrieq. Po roku gry, przeniósł się do Birkirkara FC. W czasie 5 sezonów spędzonych w tym klubie, zdobył trzy tytuły wicemistrza Malty oraz Superpuchar ligi. W latach 2001–2007, występował w drugoligowym Ħamrun Spartans, z którym nie osiągnął żadnych znaczących sukcesów.
| Sezon   | Klub             | Kraj  | Rozgrywki              | Mecze | Bramki |
| ------- | ---------------- | ----- | ---------------------- | ----- | ------ |
| 1985/86 | Sliema Wanderers | Malta | Maltese Premier League | 1     | 0      |
| 1986/87 | Sliema Wanderers | Malta | Maltese Premier League | 1     | 0      |
| 1987/88 | Sliema Wanderers | Malta | Maltese Premier League | 4     | 0      |
| 1988/89 | Sliema Wanderers | Malta | Maltese Premier League | 10    | 0      |
| 1989/90 | Sliema Wanderers | Malta | Maltese Premier League | 10    | 0      |
| 1990/91 | Sliema Wanderers | Malta | Maltese Premier League | 11    | 0      |
| 1991/92 | Sliema Wanderers | Malta | Maltese Premier League | 16    | 0      |
| 1992/93 | Sliema Wanderers | Malta | Maltese Premier League | 17    | 1      |
| 1993/94 | Sliema Wanderers | Malta | Maltese Premier League | 14    | 2      |
| 1994/95 | Sliema Wanderers | Malta | Maltese Premier League | 14    | 0      |
| 1995/96 | FC Żurrieq       | Malta | Maltese Third Division | 11    | 1      |
| 1996/97 | Birkirkara FC    | Malta | Maltese Premier League | 25    | 10     |
| 1997/98 | Birkirkara FC    | Malta | Maltese Premier League | 25    | 3      |
| 1998/99 | Birkirkara FC    | Malta | Maltese Premier League | 22    | 3      |
| 1999/00 | Birkirkara FC    | Malta | Maltese Premier League | 23    | 0      |
| 2000/01 | Birkirkara FC    | Malta | Maltese Premier League | 25    | 1      |
| 2001/02 | Ħamrun Spartans  | Malta | Maltese First Division | 24    | 0      |
| 2002/03 | Ħamrun Spartans  | Malta | Maltese First Division | 18    | 0      |
| 2003/04 | Ħamrun Spartans  | Malta | Maltese First Division | 20    | 0      |
| 2004/05 | Ħamrun Spartans  | Malta | Maltese First Division | 0     | 0      |
| 2005/06 | Ħamrun Spartans  | Malta | Maltese First Division | 15    | 0      |
| 2006/07 | Ħamrun Spartans  | Malta | Maltese First Division | 0     | 0      |

## Kariera reprezentacyjna
W reprezentacji Malty Magri-Overend zadebiutował 6 lutego 1998 roku w zremisowanym 1:1 meczu z Albanią, w ramach turnieju Rothmans Tournament. W rozegranym cztery dni później meczu przeciwko Gruzji, strzelił jedynego gola w swojej karierze reprezentacyjnej (gol zdobyty w 56. minucie z rzutu karnego). Wystąpił też w jednym meczu el. do Euro 2000. Ogółem grał w pięciu meczach reprezentacyjnych.